# Інститут телекомунікацій і глобального інформаційного простору НАН України
Інститут телекомунікацій і глобального інформаційного простору Національної академії наук України (скорочено ІТГІП НАН України) — науково-дослідна установа при Президії НАН України для розвитку фундаментальних та прикладних наукових досліджень у сфері телекомунікацій і глобального інформаційного простору.
Утворений 2001 року

## Передісторичні віхи
Підвалини Інституту за потреби системного інформаційно-пошукового забезпечення ліквідації аварії на ЧАЕС вимуровувалися з 1986 року науковцями, аспірантами Інституту гідромеханіки НАН України, Інституту кібернетики НАН України, аспірантами і студентами факультетів кібернетики та механіко-математичного Київського національного університету ім. Тараса Шевченка.
1988 року започатковані роботи зі створення організаційно-технічної системи «Інформ-Чорнобиль», що стала базовою для Мінчорнобиля, Мінбуду, Міноборони України і об'єднала бази даних понад 80 організацій.
1989–1996. В Україні на замовлення Єврокомісії з метою створення Загальноєвропейської системи підтримки прийняття рішень на випадок аварії на ядерних об'єктах (20 країн-учасниць проекту) запроваджено міжнародний проект JSP-2.
1994. За підтримки урядів України та США створений Український центр менеджменту Землі і ресурсів
1997. Утворено Український інститут досліджень навколишнього середовища і ресурсів при РНБО України (УІДНСР).

## Історичний екскурс
6 травня 2001 року згідно з постановою Президії НАН України та постановою Кабінету міністрів України утворений Інститут телекомунікацій і глобального інформаційного простору.
Інститут підпорядкований Президії НАН України, методичне спрямування здійснюють Відділення інформатики НАН України та Відділення наук про Землю НАН України.
Станом на початок 2015 року при загальній чисельності 106 працівників у Інституті працює 78 науковців, серед них 2 члени-кореспонденти НАН України, 10 докторів наук і 13 кандидатів наук.
Інститут здійснює підготовку аспірантів за спеціальностями:
- 01.05.02 «Математичне моделювання та обчислювальні методи»
- 05.13.06 «Інформаційні технології»

При Інституті діє Спеціалізована вчена рада з правом прийняття до розгляду та проведення захисту дисертацій на здобуття наукового ступеня доктора (кандидата) технічних наук за вищеозначеними спеціальностями.

### Основні напрямки досліджень
- інформаційно-комунікаційні технології;
- математичне моделювання та чисельні методи;
- охорона навколишнього природного середовища та раціональне природокористування

### Структура інституту
- Відділ фізичного і математичного моделювання
- Відділ інформаційно-комунікаційних технологій
- Відділ прикладної інформатики
- Відділ інформаційної безпеки
- Відділ досліджень навколишнього середовища
- Відділ природних ресурсів
- Відділ інформаційних та інноваційних технологій в освіті
- Відділ інформаційно-аналітичного забезпечення та взаємодії з державними і громадськими організаціями
- Відділ підготовки наукових кадрів вищої кваліфікації

### Часопис
Інститут видає часопис «Математичне моделювання в економіці».
Журнал виходить 4 рази на рік.